# Надчиці
На́дчиці — село в Україні, у Ярославицькій сільській громаді Дубенського району Рівненської області.
Село до 2017  належало до Новоукраїнської сільської ради. Розташоване від Новоукраїнки за 2 км. До села проліг автошлях. Дворів — 122. Населення — 287 чоловік (2000 рік).

## Географія
У селі бере початок річка Надчиці.

## Назва
Як стверджує науковець Я. О. Пура, похідним цієї назви є староруське слово Над(о)(быти) — бути потрібним, належить зробити. Це також скорочена форма древнього імені Над(о). Надчиці первісно розміщувалися на лівому березі річки Залужної під назвою Базеляни. Якщо так, то вихідним для цього топоніма був антропонім — Базилій (польське), що в перекладі — Василь.
За народними переказами, село повністю зруйноване під час татаро-монгольського нападу. Але люди зрозуміли, що ця місцина дуже вигідна для проживання і заново почали поселятися на лівому боці річки. Від слова «начало» і пішла назва Надчиці.

## Населення

### Мова
Розподіл населення за рідною мовою за даними перепису 2001 року:
| Мова       | Кількість | Відсоток |
| ---------- | --------- | -------- |
| українська | 282       | 99.30%   |
| російська  | 1         | 0.35%    |
| румунська  | 1         | 0.35%    |
| Усього     | 284       | 100%     |

## Історія

Надчиці. Свято-Покровська церква.

Як свідчить «Історико-статистичний опис церков і приходів Волинської єпархії», станом на 1889 р. у селі було 42 двори, прихожан — 336. Володіла населеним пунктом Марія Ледухівська, яка проживала в Острожці і була (римо-католицького віросповідання). Були в селі ставок та водяний млин. Службу Божу на той час відправляли священик Тихон Прокопович Недєльський (з 1886 р.) і псаломщик Леонтій Іванович Абрамович (з 1886 р.)
Церква в ім'я Покрови Святої Богородиці була зведена в 1776 р. (є також дані, що у 1766 р.). Ким — невідомо. Дерев'яна, з такою ж дзвіницею. Копії метричних книг збережено з 1832 р., а сповідальні відомості — з 1837 р.
Церковні землі (в основному ґрунт суглинистий): забудов з городами — 1 дес. 1200 саж., орної — 28 дес. 65 саж., сінокосів — 5 дес. 1975 саж. Всього 35 дес. 840 саж.
Школи в селі 1889 року не було.
Під час Першої світової війни у 1914 р. на території села відбулися сутички царських військ з австро-угорськими частинами. 
7 (20) листопада 1917 року, відповідно до Третього Універсалу Української Центральної Ради, увійшло до складу Української Народної Республіки.
У період визвольних змагань у населеному пункті побували гінці-агітатори із загонів Будьонного та Ворошилова. З метою залучення місцевого населення до участі в боротьбі проти поляків вони організували сільський сход. Після мітингу ряди Червоної армії поповнили Тимофій Гережун, Давид Стасюк, Захар Панасюк та ще десяток їхніх односельців.
У 1939 р. в селі встановлено радянську окупаційну владу. Першим головою сільської ради обрали Андрія Федоровича Лотоцького. У 1940 р. почалося створення колгоспу ім. Ворошилова на колишніх землях поміщиків Малика та Гамачика. До речі, імена цих панів зберегли досі у своїх назвах поля. Першим головою правління став Давид Прохорович Левчук. До війни колективне господарство нараховувало 147 членів.
26 червня 1941 р. село зайняли німецькі війська. Надчиці у 1944 р. потрапили в зону активних бойових дій. З 6 лютого по 20 березня 1944 р. на околиці Надчиць в оселі Віри Навроцької розташувався пересувний військовий госпіталь. Вдень і вночі привозили сюди поранених. Так у госпіталь потрапив і Василь Стоянович Самутов (за національністю болгарин). Лікарі робили все, щоб врятувати лейтенанта від смерті, але рани були важкими. Той бій за Стиром для Василя Самутова став останнім. Крім нього, у цьому бою загинуло ще 25 бійців. їх похоронили у братській могилі.
Потерпіли Надчиці й від тоталітарного сталінського режиму. Зокрема, у 1947 р. виселено в Кемеровську область сім'ю учасника ОУН Миколи Мироновича Гаврилюка (1904 р.н.): це — і дружина Ольга Кирилівна (1907 р.н.), дочка Ганна (1929 р.н.), тесть Воробець Кирило Власович (1886 р.н.), теща Марія Петрівна (1887 р.н.). Тесть у 1955 р. на поселенні помер.
У 1947 р. було відновлено місцевий колгосп. У 1956 р. його приєднали до новоукраїнського господарства. У перше десятиліття незалежності України Надчиці залишалися бригадним селом сільськогосподарського формування «Прогрес». Нині населення у ньому в основному похилого віку.
Є клуб, збудований у 1926 р. Старе також і приміщення бібліотеки. Є фельдшерсько-акушерський пункт.
У 90-х роках XX ст. у селі споруджено новий православний храм.
Престольний празник — на Покрову.
12 червня 2020 року, відповідно до розпорядження Кабінету Міністрів України № 722-р від «Про визначення адміністративних центрів та затвердження територій територіальних громад Рівненської області», увійшло до складу Ярославицької сільської громади.
19 липня 2020 року, в результаті адміністративно-територіальної реформи та ліквідації Млинівського району, село увійшло до складу Дубенського району.

## У селі народилися:
- поет і краєзнавець Володимир Ящук (1951).
- герой-захисник України Василь Резанович (31.08.1993 - 23.06.2024).